# 4 Eskadra Pilotażu Przejściowego Oficerskiej Szkoły Lotniczej nr 5
4 Eskadra Pilotażu Przejściowego Oficerskiej Szkoły Lotniczej nr 5 (4 epb OSL-5) – pododdział wojsk lotniczych.

## Historia – formowanie, zmiany organizacyjne
4 Eskadra Pilotażu Bojowego Oficerskiej Szkoły Lotniczej nr 5 powstała na podstawie dyrektywy Nr 0020/Org. Ministra Obrony Narodowej z dnia 21 lutego 1951 roku, następnie rozkazu Nr 0036/Org. Ministra Obrony Narodowej z dnia 7 kwietnia 1951 roku. Została utworzona na radomskim lotnisku Sadków w maju 1951 roku na bazie plutonu samolotów Jak-9 rozformowanej 1. eskadry szkolnej OSL-4 w Dęblinie (stacjonującej dotychczas w Radomiu) pod nazwą 1 Eskadra Pilotażu Myśliwskiego Oficerskiej Szkoły Lotniczej nr 5. Pierwszym dowódcą został mjr pil. Mieczysław Śmiechowski. Eskadra po zakończeniu pierwszego etapu formowania struktur radomskiej Oficerskiej Szkoły Lotniczej nr 5 pod koniec lipca 1951 r. na podstawie rozkazu komendanta eskadra została przebazowana na lotnisko w Tomaszowie Mazowieckim. Przebazowanie do Tomaszowa przebiegało w trzech rzutach. Pod koniec lipca eskadra rozpoczęła normalny cykl szkolenia praktycznego podchorążych.
Na przełomie września i października 1952 r. pod zarzutem działalności 'antypaństwowej' aresztowanych zostało 15 oficerów z radomskiej i dęblińskiej szkoły lotniczej. W tym czasie został zdjęty ze stanowiska dowódcy 1 eskadry OSL-5 kpt. pil. Stanisław Śmiechowski. Dowódcą został dotychczasowy pomocnik ds. szkolenia lotniczego kpt. pil. Feliks Skrzeczkowski.
W związku z przebudową lotniska w Tomaszowie Mazowieckim, w lutym 1954 1. eskadra OSL-5 została przebazowana na lotnisko w Oleśnicy k/Wrocławia, gdzie przyjęła nazwę 1 Eskadry Pilotażu Bojowego Oficerskiej Szkoły Lotniczej nr 5.
W 1955 OSL nr 5, dysponująca 9 eskadrami, przechodzi zmianę etatu z 20/283 na etat 20/343 i związaną z tym reorganizację. 5 lutego 1955 l Eskadra została przemianowana na 4 Eskadrę Pilotażu Przejściowego OSL nr 5.
W lipcu 1955 przebazowano eskadrę z Oleśnicy na lotnisko w Nowym Mieście n/Pilicą, gdzie rozpoczęła szkolenie podchorążych na samolotach typu Jak-11. Wraz z przejściem tej eskadry na nowy sprzęt ostatecznie została zakończona eksploatacja samolotów Jak-9.
W 1958 r. rozpoczął się kolejny etap reorganizacji systemu wojskowego szkolnictwa lotniczego. Opracowano projekt reorganizacji struktur oficerskich szkół lotniczych. Projekt przewidywał zmianę organizacji eskadrowych na pułkowe, gdyż przyjęcie nowego sprzętu wymagało innego, znacznie rozbudowanego systemu zaopatrzenia i zabezpieczenia. Zmiany przeprowadzono na podstawie rozkazu organizacyjnego MON nr 075/Org. z dnia 31 grudnia 1957 r. oraz rozkazu organizacyjnego DWL i OPL OK nr 02/Org. z dnia 29 stycznia 1958r. Na skutek tych rozkazów OSL-5 przeszła na etat nr 20/466. Historia 4 eskadry kończy się w lutym 1958, kiedy to weszła w skład sformowanego w Nowym Mieście 61 Lotniczego Pułku Szkolno-Bojowego.

## Dowódcy eskadr 1951-1958[10]
- mjr pil. Mieczysław Śmiechowski (1951-1952)
- kpt. pil. Feliks Skrzeczkowski (1952-1953)
- kpt. pil. Józef Kowalski (1953-1955)
- kpt. pil. Zygmunt Kręglewski (1955-1957)
- kpt. pil. Stanisław Konopiński (1957-1958)

## Struktura etatowa eskadry[11]
- dowódca eskadry
- zastępca dowódcy eskadry ds. politycznych
  - sekretarz POP
  - instruktor ZMP
- szef sztabu
  - szef łączności
  - instruktor WF
  - szef eskadry
  - kancelista
  - maszynistka
  - instruktor wyszkolenia spadochronowego
  - układacz spadochronowy
- nawigator eskadry
- pomocnik dowódcy eskadry ds. wyszkolenia bojowego
  - dowódcy klucza
  - piloci instruktorzy
  - technik klucza
  - starszy mechanik lotniczy
  - mechanik lotniczy
  - starszy silnikowy
  - mechanik przyrządów lotniczych
  - mechanik instalacji elektrycznej
  - mechanik uzbrojenia lotniczego
  - majster radiowy
- pomocnik dowódcy eskadry ds. liniowych
  - lekarz
  - felczer
  - dowódca kompanii podchorążych
  - szef kompanii podchorążych
  - podoficer gospodarczy
- pomocnik dowódcy eskadry ds. inż.-eksploatacyjnych
  - inżynier osprzętu
  - inżynier uzbrojenia
  - starzy technik eksploatacyjny
  - technik osprzętu
  - technik uzbrojenia

## Samoloty
Na wyposażeniu eskadry były samoloty:
- Jak–9
- Jak-9P
- Lissunow Li-2
- Jak-11
- Junak-3
- MiG-15
- UTIMiG-15